# Oriolia bernieri
Il vanga di Bernier (Oriolia bernieri I.Geoffroy Saint-Hilaire, 1838) è un uccello della famiglia Vangidae, endemico del Madagascar. È l'unica specie del genere Oriolia.

## Descrizione
È un passeraceo di media taglia, lungo circa 23 cm.
Il maschio ha un piumaggio di colore nero brillante, con iride bianca e un becco ricurvo di colore blu pallido; talora può essere confuso col drongo crestato (Dicrurus forficatus) da cui si distingue per il colore delle iridi e del becco oltreché per l'assenza della caratteristica "cresta". La femmina ha una livrea bruno-rossastra, con sottili striature nere.

## Biologia
Vive in coppie isolate, talora in piccole aggregazioni con altri vangidi.

### Alimentazione
Si nutre di piccoli artropodi (coleotteri, ortotteri e ragni) che scova con il suo becco ricurvo alla base delle foglie di Pandanus spp. e di Ravenala madagascariensis o al di sotto della corteccia degli alberi.

## Distribuzione e habitat
L'areale di Oriolia bernieri si estende dal massiccio di Marojejy a nord sino a Zahamena nel Madagascar centro-orientale.
Il suo habitat esclusivo è rappresentato dalla foresta umida sempreverde.

## Conservazione
La IUCN Red List, considerata la relativa esiguità della popolazione stimata e la frammentazione del suo areale, classifica O. bernieri come specie vulnerabile.

Parte del suo areale ricade all'interno del parco nazionale di Marojejy, del parco nazionale di Masoala e del Parco nazionale di Zahamena.